# أنا لست هناك
أنا لست هناك (بالإنجليزية: I'm Not There)‏ هو فيلم دراما تم إنتاجه في ألمانيا والولايات المتحدة وصدر في سنة 2007. من بطولة كريستيان بيل وكيت بلانشيت وريتشارد جير وهيث ليدجر وبن ويشا.

## الميزانية والإيرادات
بلغت تكلفة إنتاج الفيلم حوالي 20 مليون دولار بينما حقق أرباحا تقدر بـ 11,523,779 دولار.

## وصلات خارجية
- أنا لست هناك على موقع IMDb (الإنجليزية)
- أنا لست هناك على موقع ميتاكريتيك (الإنجليزية)
- أنا لست هناك على موقع الموسوعة البريطانية (الإنجليزية)
- أنا لست هناك على موقع روتن توميتوز (الإنجليزية)
- أنا لست هناك على موقع نتفليكس (الإنجليزية)
- أنا لست هناك على موقع قاعدة بيانات الأفلام العربية
- أنا لست هناك على موقع ألو سيني (الفرنسية)
- أنا لست هناك على موقع Turner Classic Movies (الإنجليزية)
- أنا لست هناك على موقع أول موفي (الإنجليزية)
- أنا لست هناك على موقع بوكس أوفيس موجو (الإنجليزية)